# Малу-ку-Флорі
Малу-ку-Флорі (рум. Malu cu Flori) — село у повіті Димбовіца в Румунії. Входить до складу комуни Малу-ку-Флорі.
Село розташоване на відстані 105 км на північний захід від Бухареста, 31 км на північний захід від Тирговіште, 143 км на північний схід від Крайови, 64 км на південний захід від Брашова.

## Населення
За даними перепису населення 2002 року у селі проживала 931 особа, усі — румуни. Усі жителі села рідною мовою назвали румунську.